# Yarim Tepe (Iran)
Yarim Tepe és un jaciment arqueològic d'època neolítica situat a la plana oriental de la ciutat de Gorgan, a la província de Golestan de l'Iran. Aquest antic assentament ha tingut un paper important en l'establiment de la cronologia cultural del Neolític a l'Àsia central.

## Excavació
Va ser excavat per primera vegada per V. E. Crawford el 1963, quan encara hi havia pocs coneixements sobre els assentaments neolítics en aquesta zona. Hi ha moltes similituds culturals entre Yarim Tepe i el jaciment proper de Tureng Tepe, ambdós de la mateixa edat.
Igual que a Tureng Tepe, a l'horitzó més primerenc del jaciment hi ha ceràmiques semblants a les de Jeitun, que es troben principalment a la zona de les muntanyes de Koppet Dag i en diversos altres jaciments contemporanis de la plana de Gorgan, per exemple a la cova Hotu o, encara més a l'oest, prop de Behxahr.
En el període I a Yarim Tepe, la ceràmica Jeitun es va identificar com a "Neolític Yarim".

## Cronologia
L'etapa inicial de Yarim I està datada generalment c. 5200 aC. Al sud de Turkmenistan, a aquesta època se la coneix com "període Pessejik". Al nord-est de l'Iran, juntament amb Yarim I, també pertanyen a aquest període els jaciments de la cova Hotu i Tureng 'IA'. Al centre-nord de l'Iran, aquest període es coneix com a "calcolític de transició" i és paral·lel a l'estrat de Sialk II.

## Biblioghrafia
- Crawford, V. E. «Beside the Kara Su». Bulletin of the Metropolitan Museum of Art, 1963.